# 3C 279
3C 279 (còn được biết đến với tên gọi là 4C–05.55, NRAO 413 hoặc PKS 1253–05) là tên của một chuẩn tinh biến đổi quang học rất mạnh. Trong cộng đồng thiên văn học, nó được biết đến với sự biến thiên của các dải phổ nhìn thấy được, tần số vô tuyến và tia X. Chuẩn tinh này được quan sát là đã hoạt động mãnh liệt trong khoảng thời gian từ 1987 đến năm 1991. Năm 1971, trạm thiên văn đồi Rosemary (RHO) đã biết đầu quan sát thiên thể này vào năm 1971, sau đó đến năm 1991 thì nó được quan sát ở vị trí xa hơn bằng đài thiên văn sử dụng tia Gamma tên là Compton khi nó bất thình lình xuất hiện là một vật thể phát ra tia gamma rất rực rỡ trên bầu trời. Ngoài ra nó còn là một trong những nguồn phát sáng biến thiên trên bầu trời cũng như là một nguồn phát tia tia gamma biến thiên liên tục và nó được giám sát bởi Kính thiên văn vũ trụ tia gamma Fermi. Ngoài ra, nó còn được dùng làm chuẩn cho kính thiên văn Chân trời sự kiện khi quan sát thiên hà M87, điều này đã đến việc chụp được bức ảnh đầu tiên của lỗ đen.
Rõ ràng rằng động lực nhanh hơn ánh sáng được phát hiện trong suốt các cuộc quan sát đầu tiên vào năm 1973. Đó là một luồng vật chất rời khỏi chuẩn tinh này, mặc dù vậy, ta nên hiểu rằng nó là một ảo ảnh quang học gây ra bởi sự ước lượng mơ hồ về tốc độ và sự thật rằng không hề có một động lực nhanh hơn ánh sáng nào xảy ra ở đó.

## Dữ liệu hiện tại
Theo như quan sát, chuẩn tinh này nằm trong chòm sao Xử Nữ và dưới đây là một số dữ liệu khác:
Xích kinh 12h 56m 11.1s
Xích vĩ −05° 47′ 22″
Dịch chuyển đỏ 0,5362 ± 0,0004
Cấp sao biểu kiến 17,8

## Hình ảnh

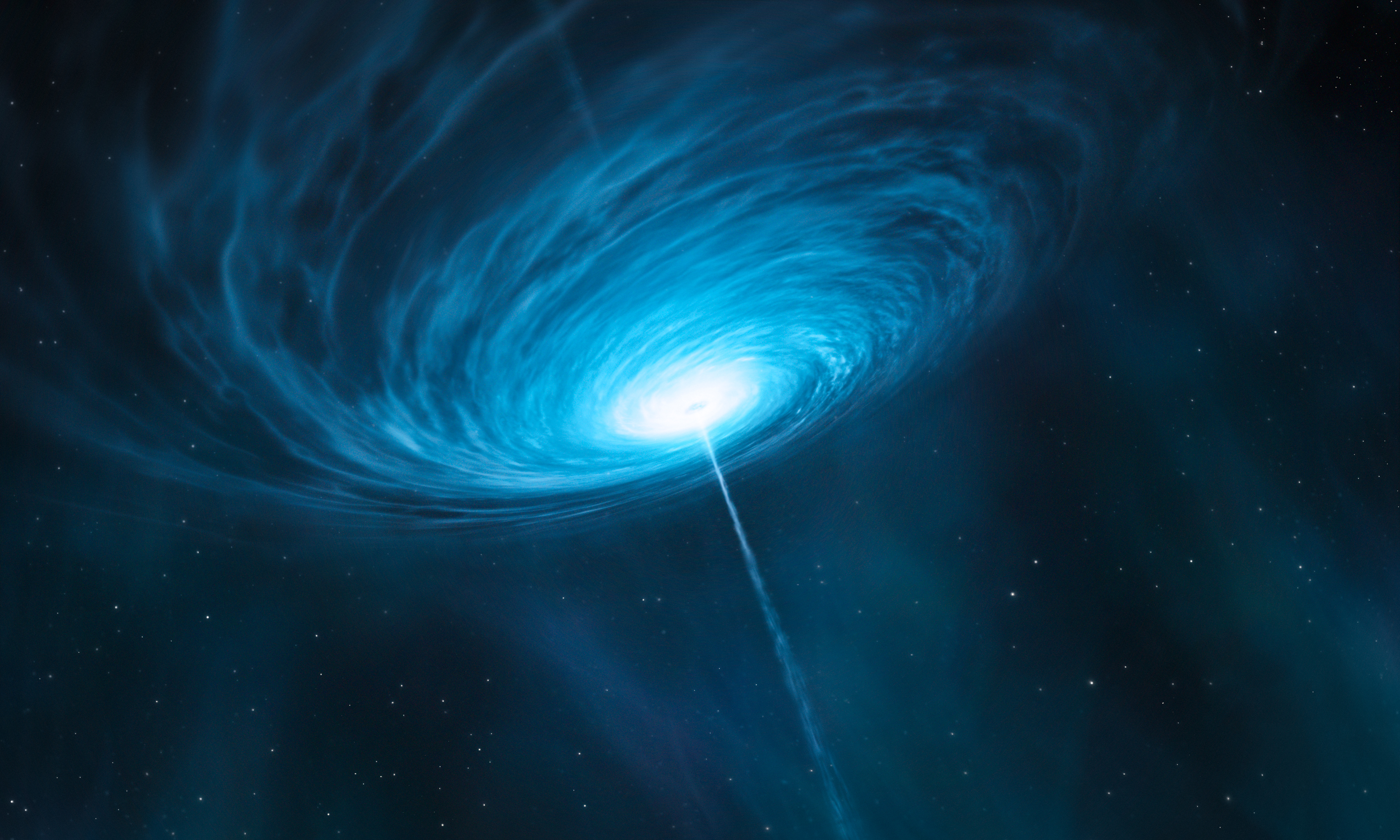
3C 279